# La Puisaye

La Puisaye este o comună în departamentul Eure-et-Loir, Franța. În 1 ianuarie 2022 avea o populație de 247 de locuitori.